# Peucetia yogeshi
Peucetia yogeshi är en spindelart som beskrevs av Gajbe 1999. Peucetia yogeshi ingår i släktet Peucetia och familjen lospindlar. Inga underarter finns listade i Catalogue of Life.